# دهنه حیدری
دهنه حیدری، روستایی از توابع بخش تخت جلگه شهرستان نیشابور در استان خراسان رضوی ایران است.

## جمعیت
این روستا در دهستان بینالود قرار دارد و براساس سرشماری مرکز آمار ایران در سال ۱۳۸۵، جمعیت آن ۵۱ نفر (۱۵خانوار) بوده‌است.